# Mauricio Ruiz

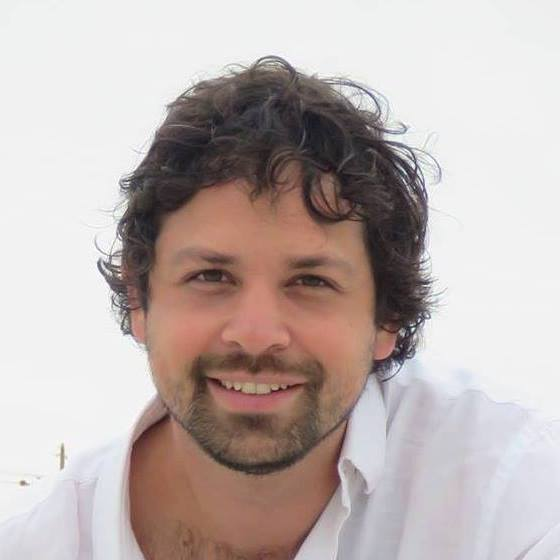
Mauricio Ruiz, relevante sustentabilista.

Mauricio Ruiz é ambientalista e cientista político. Fundador e CEO da ITPA, é considerado um dos maiores plantadores de árvore do Brasil, onde já atingiu mais 3 milhões de mudas plantadas e cuidadas.
É brigadista voluntário de combate a incêndios florestais, já foi secretário de Meio Ambiente de Volta Redonda, onde presidiu a Associação Nacional de Órgãos Municipais de Meio Ambiente (ANAMMA - RJ).

## Vida
Aos 14 anos fundou o Instituto Terra de Preservação Ambiental (ITPA), organização privada (sem fins lucrativos), após ser inspirado pelo poeta Tiago de Melo. Trabalha na instituição desde 1998 em diversos projetos em favor do desenvolvimento sustentável.
Em 2021, recebeu o prêmio Muriqui, uma das mais importantes homenagens às ações ambientais no país. A premiação foi entregue pela Unesco, no dia 23 de novembro de 2021, em Fortaleza (CE).